# Зендель, Азита
Азита Зендель (англ. Azita Zendel) — американский продюсер и режиссёр.
Родилась в еврейской семье-эмигрантов из Ирана. Живёт и работает в Нью-Йорке. На протяжении пяти лет (1991—1996) работала ассистентом американского кинорежиссёра Оливера Стоуна, приняв участие, в том числе, в создании таких картин, как «Джон Ф. Кеннеди. Выстрелы в Далласе», «Никсон» и «Прирождённые убийцы».
В 2003 г. Зендель спродюсировала и поставила фильм «Контролируемый хаос» по собственному сценарию, основанному на опыте работы помощником Стоуна. Фильм получил восторженные отзывы, был признан лучшим художественным фильмом на Кинофестивале Winfemme, а также на Нью-йоркском международном независимом фестивале кино и видео.